# BC Vienna
BC Vienna ist ein Basketballverein aus Wien. Der Verein wurde 2010 auf Initiative von Petar Stazic Strbac und Stjepan Stazic als Basketball Club Vienna gegründet.

## Geschichte
Im Sommer 2010 übernahmen die Brüder Stjepan Stazic als Spieler und Marketingverantwortlicher sowie Petar Stazic Strbac als General Manager die Führung in dem Verein. In der Saison 2011/12 erreichte der Basketball Club Vienna erstmals die Playoffs der Bundesliga. Ab der Saison 2012/13 lautete der Name des Vereins nach dem Hauptgeldgeber, dem Unternehmen Zepter International, BC Zepter Vienna, 2015 wurden die Namensrechte an die Hallmann Gruppe veräußert, der Vereinsname lautete fortan BC Hallmann Vienna. Weiters wurde in der Saison 2013 der erste Meistertitel in der noch jungen Vereinsgeschichte gewonnen. Dies bedeutete auch den ersten Titel für einen Verein aus Wien seit 1991.
Im Spieljahr 2014/15 siedelte der Verein in die neue Heimstätte, das Budocenter (späterer Name Admiral Dome, dann Hallmann-Dome) und wurde von Maghelli als Trainer betreut. Unter Leitung des Italieners wurde die Mannschaft Vizemeister, anschließend wurde er im Sommer 2015 auf dem Cheftrainerposten von seinem bisherigen Assistenten Zoran Kostić abgelöst. Im März 2016 kehrte Darko Russo für den Verbleib der Saison als Trainer zurück. Nach einem Spieljahr unter Leitung des US-Amerikaners John Griffin (2016/17), wurde in der Sommerpause 2017 der Italiener Luigi Gresta als neuer Cheftrainer eingestellt. 2020 wurde der Mannschaftsname in BC GGMT Vienna geändert.
2022 gelang unter Trainer Aramis Naglić der Gewinn der Staatsmeisterschaft und des Pokalbewerbs. In der Saison 2022/23 kam man im Alpe Adria Cup auf den zweiten Platz. Der Kroate Hrvoje Radanović, der zuvor bei dem Verein als Assistenztrainer arbeitete, löste Naglić im Traineramt ab.
Im Juli 2025 erhielt der Verein ein zunächst auf drei Jahre beschränktes Teilnahmerecht an der Adriatischen Basketballliga.

## Spielort
Die Mannschaft bestreitet ihre Heimspiele in der Veranstaltungshalle Hallmann-Dome in der Wiener Gutheil-Schoder-Gasse.

## Platzierungen seit dem Aufstieg in die Bundesliga
| Jahr | Platz                                              |
| ---- | -------------------------------------------------- |
| 2011 | 10. Platz                                          |
| 2012 | 8. Platz                                           |
| 2013 | Meister                                            |
| 2014 | 3. Platz                                           |
| 2015 | 2. Platz                                           |
| 2016 | 3. Platz                                           |
| 2017 | 5. Platz                                           |
| 2018 | 4. Platz                                           |
| 2019 | 5. Platz                                           |
| 2020 | 7. Platz bei Saisonabbruch wegen Covid-19-Pandemie |
| 2021 | 4. Platz                                           |
| 2022 | Meister                                            |
| 2023 | 2. Platz                                           |